# Liste der Biografien/Waa
Liste der Biografien |
Portal Biografien |
Personensuche
# |
A |
B |
C |
D |
E |
F |
G |
H |
I |
J |
K |
L |
M |
N |
O |
P |
Q |
R |
S |
T |
U |
V |
W |
X |
Y |
Z |
?
 
Wa |
Wc |
Wd |
We |
Wh |
Wi |
Wj |
Wl |
Wn |
Wo |
Wr |
Ws |
Wt |
Wu |
Ww |
Wy |
Wz
 
Waa |
Wab |
Wac |
Wad |
Wae |
Waf |
Wag |
Wah |
Wai |
Waj |
Wak |
Wal |
Wam |
Wan |
Wao |
Wap |
Waq |
War |
Was |
Wat |
Wau |
Wav |
Waw |
Wax |
Way |
Waz
Die Liste der Biografien führt alle Personen auf, die in der deutschsprachigen Wikipedia einen Artikel haben. Dieses ist eine Teilliste mit 83 Einträgen von Personen, deren Namen mit den Buchstaben „Waa“ beginnt.

## Waa

### Waac
- Waack, Alfred (1895–1964), deutscher Chemigraf und bildender Künstler
- Waack, Arne (* 1977), deutscher Moderator, Journalist und Werbesprecher
- Waack, Cornelia (* 1962), deutsche Volleyball- und Beachvolleyballspielerin
- Waack, Fritz G. (1909–1989), deutscher Ingenieur und Pionier der Stereofotografie
- Waack, Manfred (* 1947), deutscher Fußballspieler
- Waack, Maximilian (* 1996), deutscher Fußballspieler
- Waack, Otto (1926–2000), deutscher evangelisch-lutherischer Theologe

### Waad
- Waad, Mohammed (* 1999), katarischer Fußballspieler
- Waade, Silje (* 1994), norwegische Handballspielerin
- Waaden, Gary von (* 1961), US-amerikanisch-deutscher Basketballspieler

### Waag
- Waag, Albert (1863–1929), deutscher Philologe, Pädagoge und Autor
- Waag, Alexander (1895–1955), deutscher Militär bei der Abwehr
- Waag, Bjørn (* 1961), norwegischer Opernsänger (Bariton), Gesangspädagoge und Publizist
- Waag, Einar Fróvin (1894–1989), färöischer Braumeister, Unternehmer (Föroya Bjór) und Politiker der Sozialdemokraten (Javnaðarflokkurin)
- Waag, Hanna (1904–1995), deutsche Schauspielerin
- Waag, Hans (1876–1941), deutscher Regisseur und Theaterintendant
- Waag, Ludwig (1812–1879), badischer Generalleutnant, preußischer General der Infanterie, Gouverneur der Festung Rastatt
- Waag, Maximilian (1804–1873), badischer Beamter
- Waage, Anita (* 1971), norwegische Fußballspielerin
- Waage, Fritz (1898–1968), österreichischer Architekt
- Waage, Odin (* 1995), norwegischer Schauspieler
- Waage, Peter (1833–1900), norwegischer Chemiker
- Waagen, Adalbert (1833–1898), deutscher Maler
- Waagen, Carl (1800–1873), deutscher Maler und Lithograf
- Waagen, Friedrich Ludwig Heinrich (1750–1825), deutscher Maler
- Waagen, Gustav Friedrich (1794–1868), deutscher Kunsthistoriker
- Waagen, Gustav von (1832–1906), bayerischer Generalmajor
- Waagen, Lukas (1877–1959), österreichischer Geologe
- Waagen, Wilhelm Heinrich (1841–1900), deutscher Paläontologe und Geologe
- Waagenaar, Sam (1908–1997), niederländischer Fotograf und Autor
- Waagner, Alfred (1886–1960), österreichischer Maler
- Waagner, Rudolph Philip (1827–1888), österreichischer Bauingenieur
- Waagstein, Finn (* 1938), schwedischer Kardiologe
- Waagstein, Jógvan (1879–1949), färöischer Musikpädagoge, Komponist und Kunstmaler

### Waaj
- Waajeed (* 1975), US-amerikanischer Hip-Hop-Produzent

### Waak
- Waak, Anne (* 1982), deutsche Journalistin und Autorin
- Waak, Stephan (* 1980), deutscher Schauspieler
- Waaka, Maureen (1942–2013), neuseeländische Politikerin, Miss Neuseeland (1962)
- Waaka, William Gugi († 2014), neuseeländischer Gitarrist und Sänger
- Waaktaar-Savoy, Pål (* 1961), norwegischer Popmusiker und Mitglied der Band a-haPål Waaktaar-Savoy (* 1961)

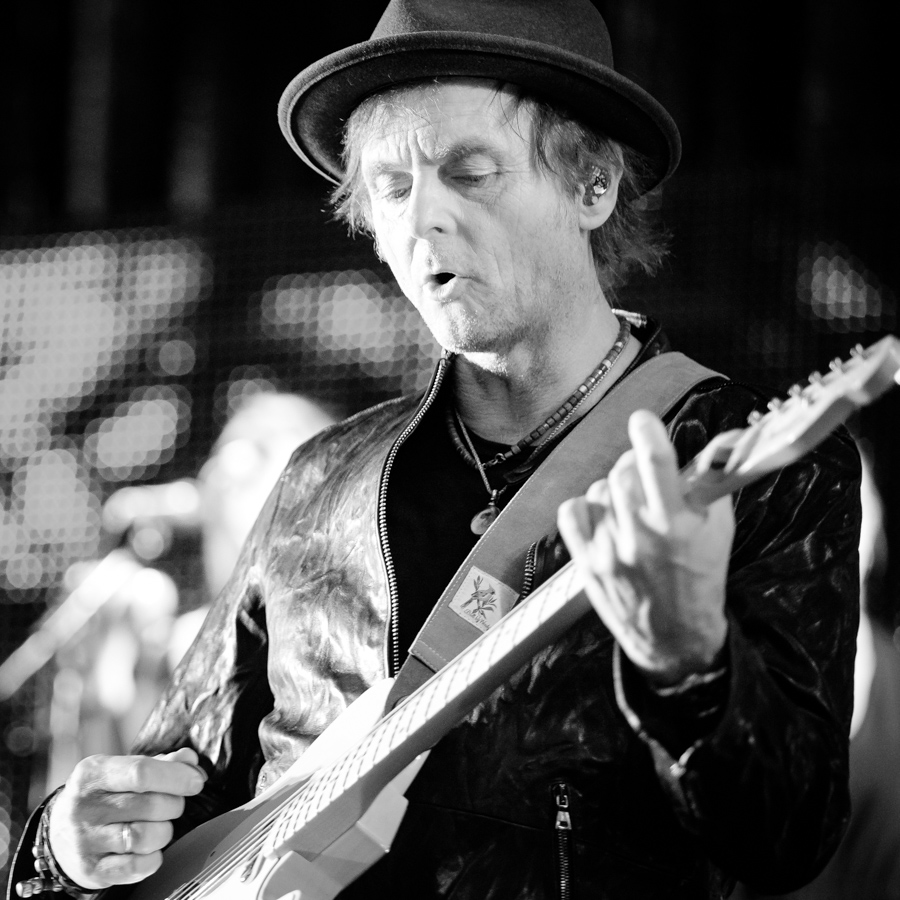
Pål Waaktaar-Savoy (* 1961)

### Waal
- Waal Malefijt, Jan Hendrik de (1852–1931), niederländischer Politiker, Kolonialminister, Mitglied der Ersten und Zweiten Kammer der Generalstaaten, Bürgermeister
- Waal, Anton de (1837–1917), deutscher katholischer Theologe, Kirchenhistoriker, christlicher Archäologe und Wissenschaftsorganisator
- Waal, Cornelis de (1881–1946), deutsch-niederländischer Landschaftsmaler, Marinemaler, Stilllebenmaler, Interieurmaler und Porträtmaler
- Waal, Edmund de (* 1964), britischer Keramiker und Autor
- Waal, Emil de (* 1967), dänischer Jazz- und Fusionmusiker (Schlagzeug, Komposition)
- Waal, Frans de (1948–2024), niederländischer Zoologe und Verhaltensforscher
- Waal, Leen van der (1928–2020), niederländischer Ingenieur und Politiker (Staatkundig Gereformeerde Partij), MdEP
- Waal, Marlène (* 1954), surinamische Weltmusiksängerin
- Waal, Max de (* 2002), niederländischer Fußballspieler
- Waal, Nic (1905–1960), norwegische Psychologin
- Waal, Rein de (1904–1985), niederländischer Hockeyspieler und -trainer
- Waaler, Erik (1903–1997), norwegischer Mediziner, ein der Entdecker des Rheumafaktors (RF)
- Waalkes, Otto (* 1948), deutscher Komiker, Comiczeichner, Musiker, Schauspieler, Regisseur und SynchronsprecherOtto Waalkes (* 1948)

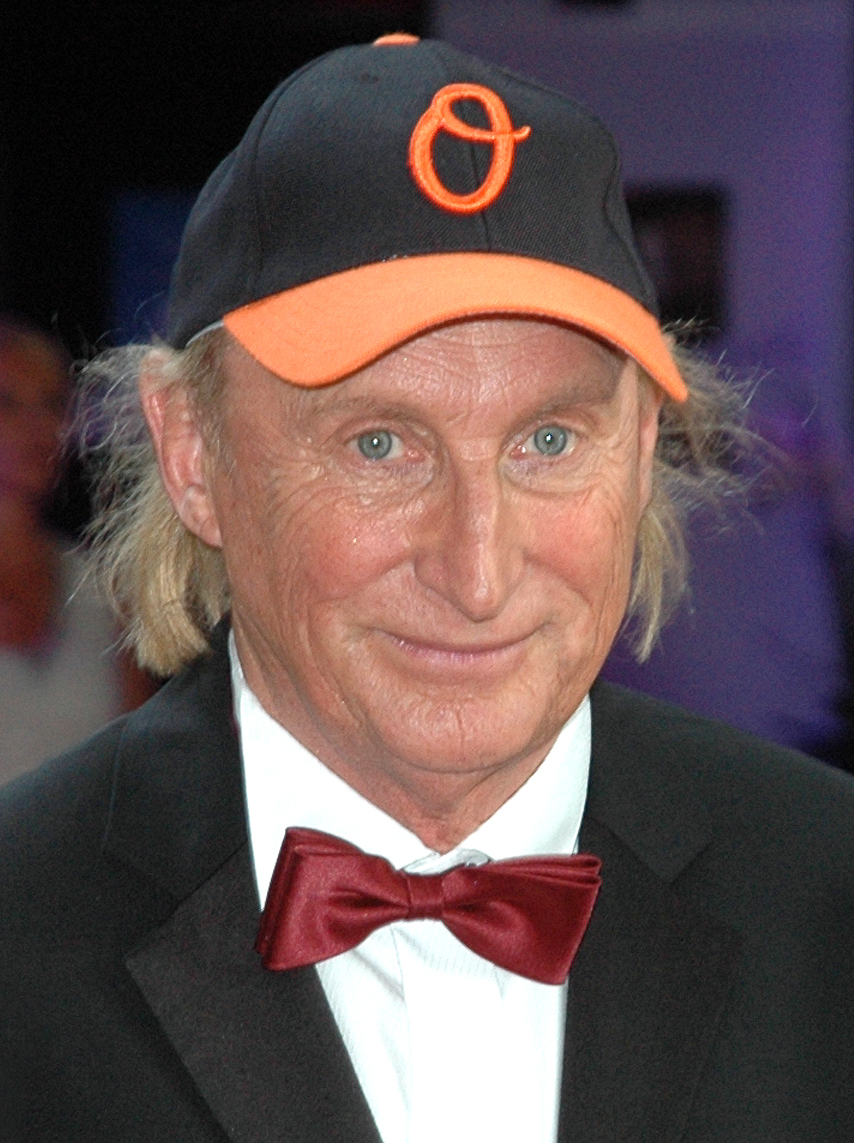
Otto Waalkes (* 1948)

- Waals, Anton van der (1912–1950), niederländischer Spion
- Waals, Johannes Diderik van der (1837–1923), niederländischer Physiker, Nobelpreis 1910
- Waals, Johannes Diderik van der jr. (1873–1971), niederländischer Physiker

### Waan
- Waanders, Dirk (* 1965), deutscher Schauspieler

### Waar
- Waard, Cornelis de (1879–1963), niederländischer Mathematikhistoriker
- Waard, Jaap de (1940–2000), niederländischer Radrennfahrer
- Waard, Maaike de (* 1996), niederländische Schwimmerin
- Waard, Xan de (* 1995), niederländische Hockeyspielerin
- Waardenburg, Jean Jacques (1930–2015), niederländischer Religions- und Islamwissenschaftler
- Waardenburg, Milan van (* 1994), niederländischer Musicaldarsteller
- Waardenburg, Petrus Johannes (1886–1979), holländischer Augenarzt und Genetiker
- Waart, Edo de (* 1941), niederländischer Dirigent

### Waas
- Waas, Adolf (1890–1973), deutscher Bibliothekar und Historiker
- Waas, Alfred (1881–1935), Schweizer Opernsänger (Bass)
- Waas, Bernd (* 1960), deutscher Rechtswissenschaftler und Hochschullehrer
- Waas, Emil (1919–1981), deutscher Autor
- Waas, Franz (* 1960), deutscher Bankier
- Waas, Herbert (* 1963), deutscher Fußballspieler
- Waas, Johannes Baptist (1904–2002), deutscher Schriftsteller und Maler
- Waas, Margit (* 1957), deutsche Linguistin
- Waas, Martin (1843–1916), hessischer Oberkonsistorialrat
- Waas, Murray, US-amerikanischer Journalist
- Waas, Uli (* 1949), deutsche Autorin, Illustratorin und Malerin
- Waaser, Ludwig (1804–1883), deutscher Jurist und Politiker
- Waaske, Heinz (1924–1995), deutscher Feinmechaniker
- Waasner, Saara (* 1981), deutsche Regisseurin
- Waasner, Sven (* 1979), deutscher Schauspieler

### Waay
- Waay, Nicolaas van der (1855–1936), niederländischer Maler
- Waayel, Mohamed Abdullahi († 2009), somalischer Politiker
- Wa’ays, Abdikani Mohamed († 2020), somalischer Diplomat